# Unionhall
Unionhall (irisch Bréantrá) ist ein kleines Fischerstädtchen im Südwesten der Republik Irland. Es befindet sich im County Cork, ca. 20 km östlich von Skibbereen. Der Name wird oft auch "Union Hall" geschrieben.

## Bevölkerung
Die Einwohnerzahl von Unionhall (ohne Umland) wurde bei der Volkszählung 2022 mit 359 Personen ermittelt.

## Landschaft
Der Ort liegt direkt am Meer und besitzt daher auch einen eigenen Hafen für kleine Fischkutter und Frachtschiffe. Außerdem ist der Ort an einem Hügel gelegen; dies zeigt sich durch enge, steile Gassen im Osten des Ortes.

## Sehenswürdigkeiten
Unionhall besitzt drei Pubs. Dinty’s, Casey’s und das Boatsman’s Inn.
Die Gegend um Unionhall herum ist gekennzeichnet durch Hügel, Buchten, kleine Wälder, Flüsse und Inseln.
Des Weiteren gibt es eine katholische Kirche im Süden des Ortes.

## Gewerbe
Es befinden sich ein Supermarkt der Kette Centra und ein Fischladen in Unionhall. Außerdem hatte Unionhall ein kleines Postamt.

## Verkehr
Über die schmale Poulgorm Bridge gelangt man auf die Regionalstraße 597 Richtung Glandore/Ross Carbery und Leap an der Nationalstraße 71.

## Bilder

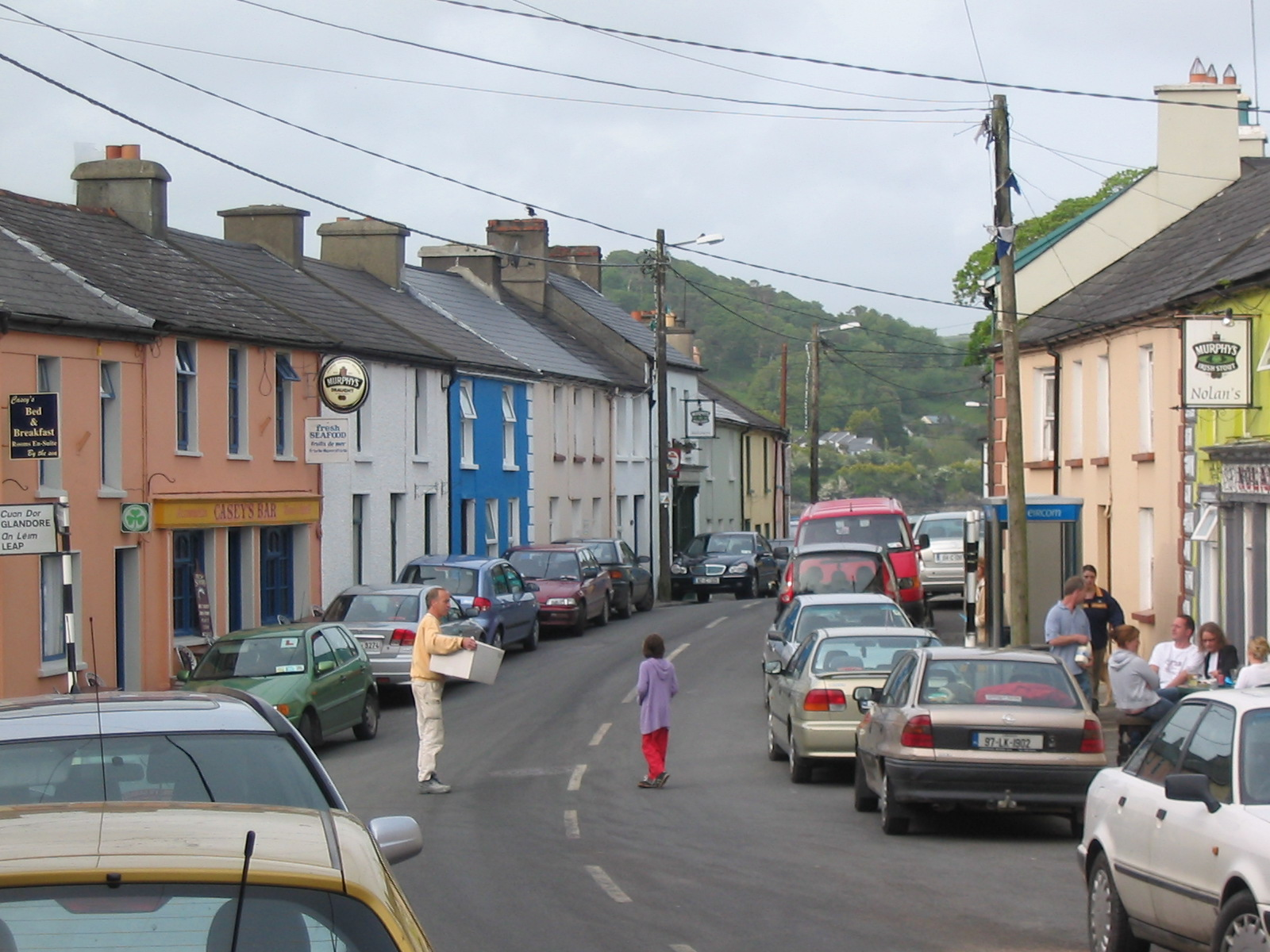
Die Hauptstraße von Unionhall von Süden aus
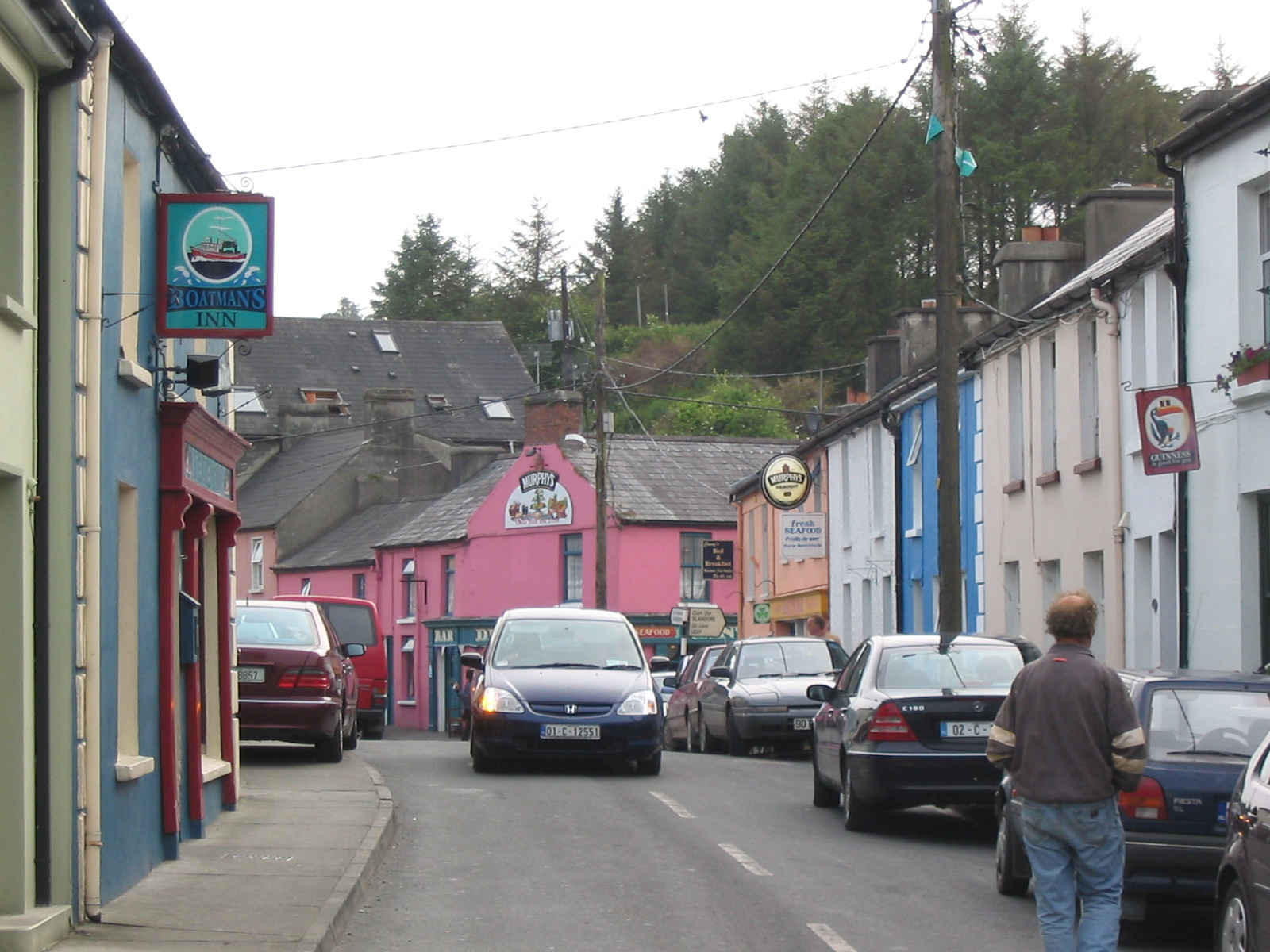
Die Hauptstraße von Unionhall von Norden aus